# Le Quesnoy-en-Artois
Le Quesnoy-en-Artois település Franciaországban, Pas-de-Calais megyében. Lakosainak száma 325 fő (2022. január 1.). Le Quesnoy-en-Artois Brévillers, Chériennes, Guigny, Regnauville, Saint-Georges és Vacqueriette-Erquières községekkel határos.

## Népesség
A település népességének változása:
| Lakosok száma | 360  | 353  | 355  | 347  | 348  | 347  | 340  | 332  | 325  |
|               | 2013 | 2015 | 2016 | 2017 | 2018 | 2019 | 2020 | 2021 | 2022 |